# Afroleptomydas patruelis
Afroleptomydas patruelis är en tvåvingeart som beskrevs av Hesse 1969. Afroleptomydas patruelis ingår i släktet Afroleptomydas och familjen Mydidae. Inga underarter finns listade i Catalogue of Life.